# Zigadenus glaberrimus
Zigadenus glaberrimus Michx. – gatunek roślin z monotypowego rodzaju Zigadenus z rodziny melantkowatych, występujący w południowo-wschodnich Stanach Zjednoczonych. 

## Morfologia
PokrójRośliny zielne osiągające wysokość od 60 do 120 cm.
ŁodygaPędem podziemnym jest grube, skręcone kłącze.
LiścieLiście głównie odziomkowe, położone naprzemianlegle, dystalnie zredukowane do przysadek, tworzące pochwę liściową. Blaszki liściowe równowąskie, całobrzegie, o wymiarach 19–42 × 0,5–2 cm, z wiekiem czerwieniejąco-brązowiejące, odosiowo pokryte meszkiem.
KwiatyKwiaty obupłciowe, niekiedy na rozgałęzieniach kwiatostanu jedynie męskie, 6-pręcikowe, podzalążniowe, protandryczne, promieniste, szypułkowe, luźno zebrane (od 30 do 75) w wiechę. Wiecha piramidalna, z 2–6 odgałęzieniami, osiągająca rozmiar 10–60×5–12 cm. Szypułki wsparte jajowatymi przysadkami o długości 5–15 mm. Okwiat pojedynczy, trwały, 6-listkowy, o średnicy 2–3 cm. Listki białe do kremowych, jajowate do lancetowatych, o wymiarach 9–15×3–5 mm. Każdy listek doosiowo u nasady z dwoma eliptycznymi miodnikami o zgrubiałych brzegach. Pręciki o nerkowatych główkach. Zalążnia częściowo dolna, trzykomorowa, przechodząca w 3 zwężające się szyjki słupka zakończone szerszymi od nich znamionami.
OwoceStożkowate torebki o długości 10–15 mm, z 3 elipsoidalnymi, dzióbkowatymi sekcjami, otwierające się przegrodowo, a następnie doosiowo przez środek każdej komory. Nasiona od 2 do 20 w każdym owocu, podługowate, skręcone, spłaszczone przywierzchołkowo.

## Biologia i ekologia
RozwójByliny, geofity ryzomowe. Kwitną od połowy lipca do września.
SiedliskoSawanny, rosnące na piaskach lasy sosnowe i torfowiska, na wysokości od 0 do 100 m n.p.m.
Cechy fitochemiczneKłącza tych roślin, a w mniejszym stopniu również inne organy, zawierają silnie toksyczne alkaloidy, przede wszystkim zygadeninę i zygacynę, a także inne związki chemiczne. Spożycie tych roślin powoduje pieczenie, ślinotok, wymioty, biegunkę, ból brzucha, osłabienie mięśniowe, zmniejszenie częstości akcji serca, obniżenie ciśnienia tętniczego krwi, obniżenie temperatury ciała, a w konsekwencji prowadzi do śpiączki i śmierci.
GenetykaLiczba chromosomów 2n = 52.

## Systematyka
Zgodnie z badaniami filogenetycznymi rodzaj Zigadenus jest taksonem monotypowym, według Angiosperm Phylogeny Website (aktualizowany system APG IV z 2016) zaliczanym jest do podrodziny Melanthieae w rodzinie melantkowatych (Melanthiaceae), należącej do rzędu liliowców (Liliales) zaliczanych do jednoliściennych (monocots).

## Nazewnictwo
Toponimia nazwy naukowejNazwa naukowa rodzaju pochodzi od greckich słów ζυγος (zygos – jarzmo) i άδην (aden – gruczoł), odnosząc się do miodników położonych w parach u nasady listków okwiatu. Epitet gatunkowy w języku łacińskim oznacza "bardzo gładki".
Nazwy zwyczajoweW języku angielskim roślina ta określana jest jako sandbog death camas.

## Zagrożenie i ochrona
Gatunek w Stanach Zjednoczonych uznany globalnie za bezpieczny. Jedynie w Wirginii został uznany za krytycznie zagrożony.